# Coppa Italia Lega Nazionale Pallacanestro 2000-2001
La Coppa Italia Lega Nazionale Pallacanestro 2000-2001 è stata la quarta edizione della manifestazione. È stata organizzata per squadre di Serie B d'Eccellenza, massimo livello dilettantistico dei campionati.
La formula prevede una fase iniziale di qualificazione ("Challenge Round"), seguita poi dai sedicesimi, ottavi e quarti di finale. Per tutte le sfide sono previste gare di andata e ritorno. Le fasi finali (con la formula delle final four) si svolgono a Pavia.
Particolarità di questa competizione è che le partite possono finire in parità.

## Risultati

### Challenge Round
| Squadra 1              | Totale  | Squadra 2                    | Andata | Ritorno |
| ---------------------- | ------- | ---------------------------- | ------ | ------- |
| Casale Monferrato      | 136-110 | Alessandria Basket           | 59-53  | 77-57   |
| Auxilium Torino        | 124-210 | Borgomanero                  | 66-93  | 58-117  |
| Robur et Fides Varese  | 175-157 | Castelletto Ticino           | 91-77  | 84-80   |
| Sangiorgese            | 143-222 | Sacil Pavia                  | 71-124 | 72-98   |
| Forti e Liberi Monza   | 151-174 | Nuova Pallacanestro Vigevano | 77-82  | 74-92   |
| Casalpusterlengo       | 147-168 | Celana Bergamo               | 84-92  | 63-76   |
| Basket Lumezzane       | 153-150 | Treviglio                    | 85-69  | 68-81   |
| Itala S.Marco Gradisca | 127-168 | APU Udine                    | 69-82  | 58-86   |
| Reyer Mestre           | 147-152 | Bears Mestre                 | 63-73  | 84-79   |
| Basket Oderzo          | 167-194 | Riva del Garda               | 88-94  | 79-100  |
| Petrarca Padova        | 143-163 | Basket Montichiari           | 77-78  | 66-85   |
| ASA Argenta            | 136-142 | Pallacanestro Novellara      | 80-56  | 56-86   |
| Mannucci San Lazzaro   | 152-169 | Gira Ozzano                  | 77-76  | 75-93   |
| Libertas Forlì         | 157-160 | Patavium Padova              | 85-77  | 72-83   |
| Fulgor Forlì           | 137-149 | Robur Osimo                  | 71-68  | 66-81   |
| Pallacanestro Livorno  | 162-158 | Virtus Imola                 | 82-69  | 80-89   |
| Pistoia Basket         | 143-156 | Massa e Cozzile              | 68-70  | 75-86   |
| Castelfiorentino       | 152-163 | Basket Ferrara               | 78-82  | 74-81   |
| Basket Gualdo          | 116-172 | Benedetto XIV Cento          | 56-75  | 60-97   |
| Amatori Pescara        | 134-154 | Sutor Montegranaro           | 70-81  | 64-73   |
| Cagliari Basket        | 128-146 | Pallacanestro Cagliari       | 65-78  | 63-68   |
| Sant'Orsola Sassari    | 174-166 | Dinamo Sassari               | 92-79  | 82-87   |
| Basket Casagiove       | 149-182 | Virtus Siena                 | 89-85  | 60-97   |
| Castellamare           | 126-184 | Basket Rieti                 | 73-98  | 53-86   |
| Tiber Roma             | 126-124 | Le comiche Pesaro            | 62-52  | 64-72   |
| Titano San Marino      | 148-143 | Basket Roma                  | 88-77  | 60-66   |
| Cestistica San Severo  | 142-151 | Teramo Basket                | 82-77  | 60-74   |
| Potenza 84             | 115-166 | Pepsi Caserta                | 50-82  | 65-84   |
| Basket Ceglie          | 140-148 | Azzurra Brindisi             | 69-77  | 71-71   |
| Pallacanestro Patti    | 150-155 | Orlandina Basket             | 69-70  | 81-85   |
| Cus Catania            | 173-177 | Basket Cefalù                | 77-91  | 96-86   |
| Ares Ribera            | 141-186 | Basket Trapani               | 82-94  | 59-92   |

### Sedicesimi di finale
Andata: 25 ottobre 2000; ritorno: 1º novembre 2000.
| Squadra 1                    | Totale  | Squadra 2               | Andata | Ritorno |
| ---------------------------- | ------- | ----------------------- | ------ | ------- |
| Casale Monferrato            | 115-157 | Borgomanero             | 67-81  | 48-76   |
| Robur et Fides Varese        | 145-171 | Sacil Pavia             | 70-88  | 75-83   |
| Nuova Pallacanestro Vigevano | 164-146 | Celana Bergamo          | 77-72  | 87-74   |
| Basket Lumezzane             | 128-141 | APU Udine               | 67-68  | 61-73   |
| Bears Mestre                 | 151-184 | Riva del Garda          | 85-83  | 66-101  |
| Basket Montichiari           | 174-153 | Pallacanestro Novellara | 94-74  | 80-79   |
| Gira Ozzano                  | 168-158 | Patavium Padova         | 89-78  | 70-79   |
| Robur Osimo                  | 168-177 | Pallacanestro Livorno   | 83-88  | 85-89   |
| Massa e Cozzile              | 127-172 | Basket Ferrara          | 65-91  | 62-81   |
| Benedetto XIV Cento          | 195-150 | Sutor Montegranaro      | 108-72 | 87-78   |
| Pallacanestro Cagliari       | 190-159 | Sant'Orsola Sassari     | 93-78  | 97-81   |
| Virtus Siena                 | 134-137 | Basket Rieti            | 71-63  | 63-74   |
| Tiber Roma                   | 134-145 | Titano San Marino       | 67-62  | 67-83   |
| Teramo Basket                | 137-154 | Pepsi Caserta           | 73-85  | 64-69   |
| Azzurra Brindisi             | 113-152 | Orlandina Basket        | 53-59  | 60-93   |
| Basket Cefalù                | 186-184 | Basket Trapani          | 88-91  | 98-93   |

### Ottavi di finale
Andata: 28 novembre 2000; ritorno: 1º dicembre 2000.
| Squadra 1                    | Totale  | Squadra 2           | Andata | Ritorno |
| ---------------------------- | ------- | ------------------- | ------ | ------- |
| Borgomanero                  | 158-162 | Sacil Pavia         | 75-83  | 75-79   |
| Nuova Pallacanestro Vigevano | 174-151 | APU Udine           | 94-79  | 80-72   |
| Riva del Garda               | 145-158 | Basket Montichiari  | 83-74  | 62-84   |
| Gira Ozzano                  | 203-194 | Robur Osimo         | 104-94 | 99-100  |
| Basket Ferrara               | 179-194 | Benedetto XIV Cento | 89-89  | 90-105  |
| Pallacanestro Cagliari       | 152-167 | Basket Rieti        | 78-81  | 74-86   |
| Titano San Marino            | 144-146 | Pepsi Caserta       | 78-67  | 66-79   |
| Orlandina Basket             | 162-174 | Basket Cefalù       | 103-83 | 59-91   |

### Quarti di finale
Andata: 21 dicembre 2000; ritorno: 4 gennaio 2001.
| Squadra 1           | Totale  | Squadra 2                    | Andata | Ritorno |
| ------------------- | ------- | ---------------------------- | ------ | ------- |
| Sacil Pavia         | 170-161 | Nuova Pallacanestro Vigevano | 75-72  | 95-89   |
| Basket Montichiari  | 140-143 | Gira Ozzano                  | 65-65  | 75-78   |
| Benedetto XIV Cento | 145-170 | Basket Rieti                 | 89-88  | 56-81   |
| Pepsi Caserta       | 172-161 | Basket Cefalù                | 86-79  | 86-82   |

### Fase finale
Le final-four si sono svolte a Pavia.

#### Semifinali
Data: 11 aprile 2001
| Squadra 1    | Risultato | Squadra 2     |
| ------------ | --------- | ------------- |
| Sacil Pavia  | 96-85     | Gira Ozzano   |
| Basket Rieti | 85-79     | Pepsi Caserta |

#### Finale
Data: 12 aprile 2001
| Squadra 1   | Risultato | Squadra 2    |
| ----------- | --------- | ------------ |
| Sacil Pavia | 72-62     | Basket Rieti |

## Verdetti
- Vincitrice della Coppa Italia di Serie B d'Eccellenza: Sacil Pavia

## Roster squadra campione
Sacil Pavia: Alberto Angiolini, Fabio Di Bella, Andrea Zatti, Francesco Gori, Andrea Della Valentina, Damiano Dalfini, Federico Bellina, Marco Rolando, Davide Vecchiet, Matteo Cavallini